# Союз поляков в Италии
Союз поляков в Италии (пол. Związek Polaków we Włoszech, итал. Associazione Dei Polacchi in Italia) — объединение польских общественных организаций, расположенных на территории Италии, представляющее интересы местной польской диаспоры.
Задачей Союза является координация культурной и образовательной деятельности польских региональных организаций, проведение культурных мероприятий, взаимодействие с государственными органами, польским международным сообществом и Республикой Польша.

## Структура
Союз объединяет 23 региональные польские организации, расположенные на территории Италии.
Председателем Союза является Урсула Стефаньска-Андреини (пол. Urszula Stefańska Andreini).

## Общественная деятельность
Союз ежегодно проводит съезды представителей организаций — членов Союза, на которых рассматриваются вопросы текущей и перспективной деятельности.
В числе почётных гостей съездов — польские дипломаты и политики. В 2017 году в XXII съезде Союза поляков в Италии принял участие спикер Сената Республики Польша Станислав Карчевский (пол. Stanisław Karczewski). В 2019 году на XXIV съезде Союза поляков в Италии Сенат Польши представлял сенатор Артур Важоха (пол. Artur Warzocha).
С октября 1995 года Союз выпускает информационный бюллетень Polonia Włoska, являющийся официальным печатным органом Союза.
Союз осуществляет постоянный уход за польскими военными кладбищами в Италии. По инициативе Союза и Посольства Польши в Италии при польском военном кладбище в Монте-Кассино был создан Музей памяти 2-го Польского корпуса генерала Андерса (пол. Muzeum Pamięci 2 Korpusu Polskiego gen. Władysława Andersa), торжественно открытый 17 мая 2014 года в честь 70-летия Битвы под Монте-Кассино.
Союз поляков в Италии является активным членом Европейского Союза польских общин и Всемирного Совета Полонии.